# Arcidiecéze Cagliari
Arcidiecéze Cagliari (latinsky Archidioecesis Calaritana) je římskokatolická metropolitní arcidiecéze v Itálii, která je součástí Církevní oblasti Sardinie. Její arcibiskup má tradiční titul Primas Sardinie a Korsiky. Katedrálou je kostel Nanebevzetí Panny Marie v Cagliari. Současným arcibiskupem je od 16. listopadu 2019 Mons. Giuseppe Baturi.